# Kjölur (bergstopp)
Kjölur är en bergstopp i republiken Island. Den ligger i regionen Västfjordarna, 260 km norr om huvudstaden Reykjavík. Toppen på Kjölur är 433 meter över havet.
Trakten runt Kjölur är nära nog obefolkad, med mindre än två invånare per kvadratkilometer. Det finns inga samhällen i närheten. Trakten runt Kjölur består i huvudsak av gräsmarker.